# Bannay (Mosella)
Bannay è un comune francese di 84 abitanti situato nel dipartimento della Mosella nella regione del Grand Est.

## Società

### Evoluzione demografica
Abitanti censiti